# پروگرس ام-۲۶ام
پروگرس ام-۲۶ام (روسی: [Прогресс М-۲۶М] Error: {{Lang}}: متن دارای نشانه‌گذاری ایتالیک است (راهنما)) یکی از فضاپیماهای پروگرس است که سازمان فضایی فدرال روسیه، در سال ۲۰۱۵، از آن برای رساندن امکانات به ایستگاه فضایی بین‌المللی استفاده کرد. ناسا به این فضاپیما، پروگرس ۵۸ یا ۵۸پی می‌گوید.

## عملیات
ناو باربری بدون سرنشین پروگرس ام. ۲۶- ام، هفدهم فوریه ۲۰۱۵ در حالی سکوی پرتاب مرکز بایکونور در قزاقستان را ترک کرد که بیش از دو تن وسایل و مواد مورد نیاز خدمه ایستگاه فضایی بین‌المللی را در خود جای داده بود و حامل هزار و ۴۶۵ کیلوگرم مواد غذایی و تجهیزات، ۴۳۵ کیلوگرم سوخت، ۵۰ کیلوگرم اکسیژن مایع و ۴۲۰ کیلوگرم آب بود. این فضاپیما بعد از رسیدن به مدار زمین، کمتر از شش ساعت در راه بود تا خود را به مقصد رساند و در سکوی اتصال بخش «زوزدا» لنگر انداخت.
«پروگرس ام ۲۶-ام» روز ۲۳ مرداد ۹۴ از ایستگاه فضایی بین‌المللی جدا شده و ۲۴ مرداد ۹۴ در حدود ساعت ۱۷ به وقت گرینویچ وارد جو زمین شد.
این سفینه که فاقد سپر محافظتی در برابر حرارت است در زمان ورود به جو از بین خواهد رفت و قطعات کوچکی از آن چنانچه باقی بماند در بخشی از اقیانوس آرام که غیرمسکونی و در مسیر عبور کشتی‌ها نیست سقوط خواهد کرد.
عملیات جداسازی در حدود ساعت ۱۶ به وقت گرینویچ در ۲۳ مرداد ۹۴ صورت گرفت و بعد از رسیدن پروگرس به فاصله امن از ایستگاه، متخصصان مرکز هدایت پرواز با روشن کردن موتورهای کاهش مدار، ناو بدون سرنشین پروگرس را در مسیر سقوط بالستیکی قرار دادند.
با توجه به محاسبات کارشناسان مرکز هدایت پرواز، موتورهای "پروگرس " در ۱۶:۲۸ روز ۲۴ مرداد ۹۴ به وقت گرینویچ، ناو را در مسیر کامل نزولی به زمین قرار می‌دهد و سرانجام در ۱۷:۱۷ در بخش غیرمسکونی اقیانوس آرام سقوط خواهد کرد.

## پیشینه
در مه ۲۰۱۵ از موتورهای موشکی این فضاپیما برای اصلاح مدار و بالابردن ایستگاه فضایی بین‌المللی استفاده شد. تخلیه بار و آماده‌سازی پروگرس برای جداسازی آن از ایستگاه شش ماه طول کشید. البته این طول مدت بیشتر به دلیل آن است که فضانوردان هم بتوانند در زمان‌های لازم برای اصلاح مدار ایستگاه، نهایت بهره‌برداری را از باقی‌مانده سوخت موجود در مخازن پروگرس بکنند و هم زباله‌های موجود در ایستگاه تا حد ممکن در آن جای دهند و ایستگاه فضایی از شر زباله‌ها خلاص کنند.